# Le Petit Roman policier
Le Petit Roman policier est une collection des éditions Ferenczi & fils (jusqu'au numéro 100), puis des éditions du Livre moderne (du n° 101 au n° 112), où sont édités des romans policiers entre 1936 et 1941.
Les illustrations de couverture sont signées Georges Sogny, puis Calvo.

## Liste des ouvrages
- 1. Yodo-kouri, par Pierre Dennys, 1938
- 2. La Loi du gang, par Louis-Roger Pelloussat, 1938
- 3. La Terreur de l'Inverness, par Charles Marcellus, 1938
- 4. Gangster & Cie, par Jacques Chambon, 1938
- 5. Mystère au grand large, par Maurice Limat, 1938
- 6. La Mort sur le ring, par Jean Daye, 1938
- 7. La Matraque du fantôme, par Jean Scapin, 1938
- 8. Qui a volé ?, par Claude Ascain, 1938
- 9 .L'Énigme du parachute, par Maurice d'Escrignelles, 1938
- 10. L'Affaire de la rue Lafayette, par Charles Forge, 1938
- 11. La Maison de la peur, par Albert Dubeux, 1938
- 12. L'Effraction de la rue des Saints-Pères, par Pierre d'Aurimont, 1938
- 13. Takrara, par Pierre Dennys, 1938
- 14. L'Aviatrice aux cheveux d'or par Jean Daye, 1938
- 15. L'Homme qui s'escamote, par Claude Ascain, 1938
- 16. Une attraction sensationnelle, par Maurice de Moulins, 1938
- 17. Le Puits de la mort lente, par Maurice Limat, 1938
- 18. L'Énigme de la rame 204, par Charles Marcellus, 1938
- 19. À la poursuite du mort, par Albert Bonneau, 1938
- 20. La Cigarette rose, par Jean Voussac , 1938
- 21. Le Professeur Famyaloh, par Pierre Dennys, 1938
- 22. Le Gardien de but de "l'Étoile verte", par Jean Daye, 1938
- 23. Le Secret de la nuit, par Claude Ascain, 1938
- 24. L'Ombre de l'échafaud, par Jacques Chambon, 1938
- 25. Le Trèfle incarnat, par Gilles Hersay, 1938
- 26. L'Appel de sept heures, par Alain Martial, 1938
- 27. La Planche fatale, par Jean Voussac, 1938
- 28. Le Gang mystérieux, par Charles Beaulieu, 1939
- 29. Agrabamin, l'escroc, par Pierre Dennys, 1939
- 30. Un meurtre aux Six-jours, par Jean Daye, 1939
- 31. L'Homme nocturne, par Claude Ascain, 1939
- 32. Le Pendu de Vincennes, par Paul Dargens, 1939
- 33. L'Espion du "Savannah", par Albert Bonneau, 1939
- 34. La Mort du mage noir, par Maurice de Moulins, 1939
- 35. Le Brigand de la Tcherna, par Jean Voussac, 1939
- 36. Un drame dans le monde, par Charles Marcellus, 1939
- 37. Marak' Aouash sorcier éthiopien, par Pierre Dennys, 1939
- 38. Sardanapale, le favori, par Jean Daye, 1939
- 39. Le Maître de la cambriole, par Claude Ascain, 1939
- 40. Le Chef invisible, par Louis-Roger Pelloussat, 1939
- 41. On a volé un dirigeable, par Maurice Limat, 1939
- 42. Le Roi de la drogue, par Jacques Chambon, 1939
- 43. Terreur sur Hollywood, par Jean Bert, 1939
- 44. La Fiancée du G. Men, par Charles Marcellus, 1939
- 45. N° 9, voiture verte, par Jean Daye, 1939
- 46. La Chambre au clair de lune, par Claude Ascain, 1939
- 47. La Chasse à l'espionne, par Jean Voussac, 1939
- 48. Les Recrues de Bert Wizzard, par Maurice de Moulins, 1939
- 49. Les preuves accusent, par Charles Marcellus, 1939
- 50. Tragédie au 7e étage, par Lucien Farnay, 1939
- 51. Ophélia et Cie, par Louis Bonzom, 1939
- 52. Route nationale 182, par Pierre Dennys, 1939
- 53. Egyptius, par Maurice Limat, 1939
- 54. L'Équipe du Vélo Palace, par Maurice Lionel, 1939
- 55. Un scandale mondain, par Claude Ascain, 1939
- 56. Les trois sont là !, par Pierre Dennys, 1939
- 57. La Souricière, par Jean Daye, 1939
- 58. Une attaque dans le blizzard, par Maurice de Moulins, 1939
- 59. Les 12 Rubis du prince hindou, par Paul Tossel, 1939
- 60. L'Affaire Gavan, par René Duchesne, 1939
- 61. Une Américaine a disparu, par Claude Ascain, 1939
- 62. La Vierge aux poignards, par Jacques Chambon, 1939
- 63. Canaille et Cie, par Louis-Roger Pelloussat, 1939
- 64. Service du contre-espionnage, par Jean Voussac, 1939
- 65. On a volé un train, par Chantal Erky, 1939
- 66. 148 Pensylvania Avenue, par Georges Fronval, 1939
- 67. Chantage à l'Opéra, par Antoine Laurent, 1939
- 68. Un étrange pari, par Jean Joseph-Renaud, 1939
- 69. L'Inconnu de l'autobus, par Claude Ascain, 1939
- 70. Les Ravisseurs de Dolorès, par Jean Namur, 1939
- 71. L'Espion invisible, par Maurice Limat, 1940
- 72. Le Crapaud d'ambre jaune, par Max-André Dazergues, 1940
- 73. Drame dans la coulisse, par Jean Voussac, 1940
- 74. Le Mystérieux Testament, par Jean Normand, 1940
- 75. Le Tunnel de la mort, par Albert Bonneau, 1940
- 76. Le Meurtrier de William Crawford, par Pierre d'Aurimont, 1940
- 77. Le Neuvième Passager, par Claude Ascain, 1940
- 78. Les Contrebandiers de Macao, par Maurice de Moulins, 1940
- 79. Brigade internationale, par Paul Maraudy, 1940
- 80. Toute la ville en émoi, par Éric Farlan, 1940
- 81. Le Voleur du radjah, par Claude Ascain, 1940
- 82. J'ai fait sauter la banque, par Jacques Dora, 1940
- 83. Aux flancs de la Butte !, par Charles Marcellus, 1940
- 84. Un drame en plein ciel, par Albert Bonneau, 1940
- 85. Le Fantôme noir, par Claude Ascain, 1940
- 86. Les Rubis de la duchesse, par Jean Voussac, 1940
- 87. La Femme rousse, par Jean Daye, 1940
- 88. L'Énigme du pavillon de chasse, par André Clouet, 1941
- 89. L'Homme au collier de barbe, par Claude Ascain, 1941
- 90. La Bague au doigt, par René-Marcel de Nizerolles, 1941
- 91. L'Homme de Fresnes, par Claude Ascain, 1941
- 92. Le Record de "l'Aigle noir", par Albert Bonneau, 1941
- 93. L'Étrange Panne, par Claude Ascain, 1941
- 94. La Nuit infernale, par Paul Maraudy, 1941
- 95. La Captive de Sonora Bill, par Maurice de Moulins, 1941
- 96. Les Faux Alibis, par André Charpentier, 1941
- 97. Le Secret de Van Thompst, par Claude Ascain, 1941
- 98. La Bande des loups noirs, par Jacques Chambon, 1941
- 99. L'Affaire de la "Belle Escale", par Roger Dessort, 1941
- 100. Ohé ! matelot ! par Rodolphe Bringer, 1941
- 101. L'Affaire du corbeau gris, par Jacques Chambon, 1941
- 102. Qui a frappé ?, par Jean Bert, 1941
- 103. Le Diamant du Valparaiso, par Jean Voussac, 1941
- 104. L'Homme aux serpents, par René Virard, 1941
- 105. L' "X" du ravin de l'enfer, par Charles Marcellus, 1941
- 106. Minuit à Passy, par Jean Joseph-Renaud, 1941
- 107. La Belle Affaire, par André Clouet, 1941
- 108. La Perle de l'acrobate, par Maurice de Moulins, 1941
- 109. Mort au téléphone, par Claude Ascain, 1941
- 110. Le Guet-apens, par André Charpentier, 1941
- 111. L'Énigme des poignards, par René Virard, 1942
- 112. Le Mystère de la rue Brunel, par Jean Joseph-Renaud, 1942
- 113. Par une nuit de tempête, par André Charpentier